# 鴫山城
鴫山城（しぎやまじょう）は、現在の福島県南会津郡南会津町田島にあった日本の城。南山城・田島城とも称する。田島市街地の南部・愛宕山一帯が城跡である。城跡の保存状態が良好なことから福島県史跡に指定されている。

## 歴史・沿革
鴫山城の築城年代は不明であるが、『塔寺八幡宮長帳』には、長禄4年（1459年）に山内越中と白川氏が「南山しき山の城」を攻め落としたことが記載されており、この頃にはすでに存在していたことは確実である。鴫山城一帯（「南山」と称されている）は、長沼氏が支配しており、鴫山城を築城したのも長沼氏と推定できる。16世紀初頭、長沼氏は長沼政義の代に蘆名氏の蘆名盛高とともに下野国まで勢力を拡大し、最盛期を迎えたが、永正6年（1509年）、宇都宮城主・宇都宮成綱との争いに敗れ下野国の領土をすべて失った(片角軍萱の戦い)。永正18年（1521年）、長沼氏は黒川城主・蘆名氏と戦い、鴫山城を落とされたという。その後も長沼氏は蘆名氏と戦い、一時は南山を取り返すなど勢力を巻き返したが、16世紀半ばに長沼氏は蘆名盛氏に臣従することとなった。天正17年（1589年）の摺上原の戦いで蘆名氏が滅亡すると、鴫山城主・長沼盛秀は伊達政宗に臣従し、伊達勢とともに河原田盛次が守る久川城を攻撃している。天正18年（1590年）の奥州仕置によって長沼氏は伊達氏に従って南山を去り、鴫山城には蒲生氏郷家臣・小倉行春が6,300石で入城する。その後、上杉氏時代は直江兼続（上杉景勝の執政）の弟・大国実頼が城代となり、関ヶ原の戦い後に蒲生秀行が会津領主となると、再び小倉行春が城代となった。しかし、行春が岡重政と対立して出奔したため、岡に与した蒲生主計に与えられたが岡の失脚後に主計も自害したとされる。その後、寛永4年（1627年）に加藤嘉明が会津領主となった際に廃城となった。

## 構造
鴫山城は標高750メートルの愛宕山北辺部に築かれた典型的な山城である。城全体の全長は南北に700メートルで、山頂部の350メートルは急斜面、山麓部の350メートルは緩斜面である。山頂から山麓にかけて、尾根や谷間などの自然地形を利用して、土塁や門、堀などが構築されている。愛宕山山頂には現在、愛宕神社が祀られているが、戦国時代（長沼氏時代）はここが城の本丸であり、本丸の北東と西方向に削平して階段上になった曲輪群が上から下へ続いている。本丸から北東部の曲輪群をやや下がると、主水曲輪、御茶屋場と呼ばれる比較的広い平場が現れるが、山頂部から御茶屋場一帯あたりまでが長沼氏時代の城郭跡と推定される。山麓部には愛宕神社参道に沿って、侍屋敷跡、大門跡、御平庭、上千畳（本丸跡）、下千畳（二の丸跡）、空堀などの遺構が見られ、大門跡に石垣が復元されているほか、御平庭は公園化されている。これら山麓部は、蒲生時代以降の城の中心部と見られている。上千畳は1979年（昭和54年）に発掘調査され、書院建築の礎石群や庭園状の遺構が検出され、蒲生氏・上杉氏時代の本丸跡と推定できる。

### 大門石垣
大門は御平庭と下千畳の間をとおる道路上にあり、城の大手門的なものであったと思われるが、この一帯には石垣の遺構が残されていた。しかし、廃城以降の人為的な破壊と降雨や雪解け水による浸水などで崩落していた箇所もあり、そのため1986年 - 1988年（昭和61年 - 63年）にかけて穴太積技術継承者の粟田万喜三によって復元工事が行われたが、その際の調査で石垣の構造や高さ、「鉢巻式石垣」と呼ばれる技法などが判明した。大門石垣遺構はその構造や技法などから蒲生・上杉時代の築造と思われ、関ヶ原の戦いの前に上杉景勝が徳川家康の攻撃に備えるために領内諸城の改修をおこなった際に築造された可能性があるが詳細は不明である。

## 現状
鴫山城跡のある愛宕山には愛宕神社が祀られており、その参道が登山道となっている。登山道はかつての城の大手道と推定され、道沿いには城跡遺構が見受けられ、その都度解説板が建てられている。また、大門石垣が復元されているほか、御平庭跡は公園として整備されている。

## アクセス
会津田島駅から愛宕山山頂までは約1時間ほどである。

## 周辺の施設
- 細井家資料館